# Lucas County, Ohio
Lucas County är ett administrativt område i delstaten Ohio, USA, med 441 815 invånare. Den administrativa huvudorten (county seat) är Toledo. 

## Geografi
Enligt United States Census Bureau så har countyt en total area på 1 543 km². 882 km² av den arean är land och 662 km² är vatten.    

### Angränsande countyn
- Ottawa County - sydost
- Wood County - syd
- Henry County - sydväst
- Fulton County - väst
- Lenawee County, Michigan - nordväst
- Monroe County, Michigan - nord
- Ontario, Kanada - nordost

### Orter
- Swanton (delvis i Fulton County)
- Sylvania
- Toledo (huvudort)